# Flamencos
Los flamencos (en neerlandés, Vlamingen) son un grupo étnico germánico que hablan flamenco, una variante del idioma neerlandés, y que son los habitantes tradicionales de la región de Flandes. Son uno de los dos principales grupos étnicos de Bélgica, siendo el otro grupo principal los valones francoparlantes.
Los flamencos constituyen la mayoría de la población belga (alrededor del 60%). Históricamente, el término flamenco se refiere a los habitantes del Flandes medieval, independientemente del idioma hablado. La región contemporánea de Flandes comprende una parte de este condado histórico, así como partes del ducado medieval de Brabante y el condado medieval de Loon.

## Origen
La definición de flamenco no siempre fue la misma. Al principio, solo los habitantes del condado de Flandes se llamaban flamencos. Con el tiempo, el término llegó a aplicarse a todos los hablantes de neerlandés que vivían en Bélgica.
Desde la revolución belga, el francés era el único idioma oficial en Bélgica, aunque seguían varios dialectos en esa región, como por ejemplo el flamenco del oeste, el brabante, el walon de Namur, o el walon de Lieja. Si algunos dialectos se parecen, ninguno es igual al neerlandés. Los flamencos siempre se han sentido discriminados. Por ejemplo, no fue hasta 1930 que la Universidad de Gante empezó a impartir clases de neerlandés, y no fue hasta 1967 que se tradujo la constitución belga al neerlandés. Ahora el neerlandés es el único idioma oficial de Flandes, y es prohibido por ley usar el francés. No hay universidad en walon, y la constitución no está traducida en walon.

## Identidad y cultura

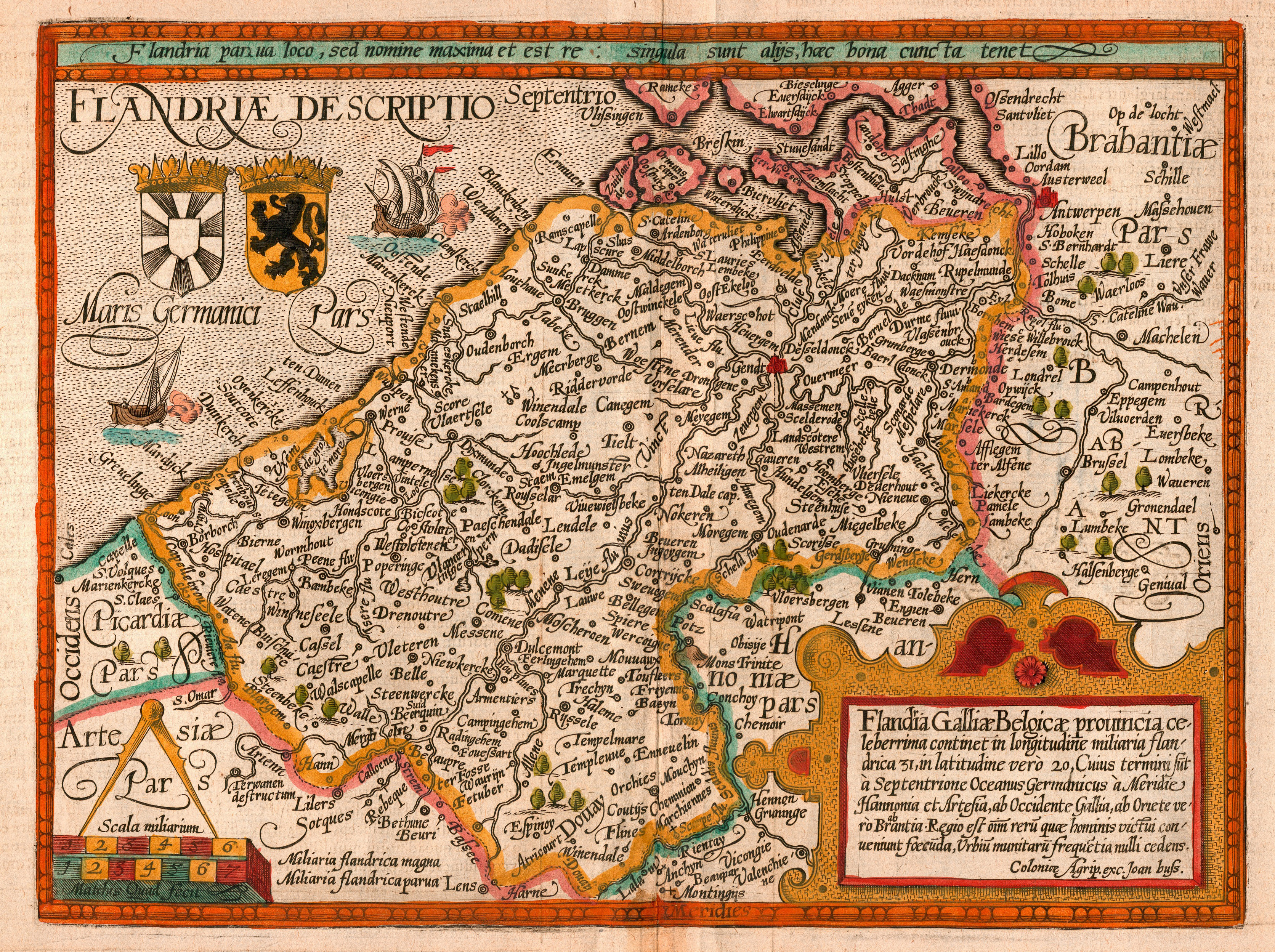
Mapa del Condado de Flandes medieval.

Dentro de Bélgica, los flamencos forman un grupo claramente distinguible que se distingue por su lengua y costumbres. Sin embargo, en comparación con los Países Bajos, la mayoría de estas diferencias culturales y lingüísticas se desvanecen rápidamente, ya que los flamencos comparten el mismo idioma, costumbres similares o idénticas y (aunque principalmente con la parte sur de los Países Bajos actuales) religión tradicional con el pueblo holandés. Sin embargo, la percepción popular de ser una entidad política única varía mucho, según el tema, la localidad y los antecedentes personales. En general, los flamencos no se identificarán como holandeses y viceversa, especialmente a nivel nacional.
Esto se debe en parte a los estereotipos populares en los Países Bajos y Flandes, que se basan principalmente en los "extremos culturales" de la cultura del norte y del sur. Pero también en gran parte por la historia de emancipación de su cultura en Bélgica, que ha dejado a muchos flamencos con un alto grado de conciencia nacional, que puede quedar muy marcada entre algunos belgas de habla neerlandesa. Junto a esta afiliación política y social general, también existe una fuerte tendencia hacia el regionalismo, en el que los individuos se identifican culturalmente a través de su provincia, ciudad, región o país de origen.

### Idioma
Los flamencos hablan neerlandés (específicamente su variante del sur, que a menudo se llama coloquialmente 'flamenco'). Es el idioma mayoritario en Bélgica, siendo hablado de forma nativa por las tres quintas partes de la población. Sus diversos dialectos contienen una serie de características léxicas y gramaticales que los distinguen del idioma estándar. Al igual que en los Países Bajos, la pronunciación del neerlandés estándar se ve afectada por el dialecto nativo del hablante. Al mismo tiempo, el flamenco oriental forma un continuo con el brabantiano y el flamenco occidental. El neerlandés estándar se basa principalmente en el dialecto holandés (hablado en el noroeste de los Países Bajos) y, en menor medida, en el brabantiano, que es el dialecto del neerlandés más dominante en el sur de los Países Bajos y Flandes.

### Religión
Aproximadamente el 75% de los flamencos están bautizados católicos, aunque una minoría aún decreciente de menos del 8% asiste a misa de forma regular y casi la mitad de los habitantes de Flandes son agnósticos o ateos. Una encuesta de 2006 en Flandes mostró que el 55% eligió llamarse religioso y el 36% cree que Dios creó el universo.

### Símbolos nacionales

Bandera de Flandes.

La bandera oficial y el escudo de armas de la Comunidad flamenca representan un león rampante de sable con garras y lengua de gules sobre un campo de oro. Una bandera con un león completamente negro se usaba mucho antes de 1991, cuando la comunidad flamenca adoptó oficialmente la versión actual. Esa bandera más antigua fue reconocida en ocasiones por fuentes gubernamentales (junto con la versión con garras y lengua rojas). Hoy en día, solo la bandera con un león con garras y lengua rojas es reconocida por la ley belga, mientras que la bandera con el león completamente negro es utilizada principalmente por los movimientos separatistas flamencos. Las autoridades flamencas también utilizan dos logotipos de un león negro muy estilizado que muestran las garras y la lengua en rojo o negro. El primer uso documentado del león flamenco fue en el sello de Felipe de Alsacia, conde de Flandes de 1162. A partir de esa fecha, el uso del escudo de armas flamenco (o un león rampante sable) se mantuvo en uso a lo largo de varias dinastías del condado de Flandes. El lema "Vlaanderen de Leeuw" (Flandes el león) supuestamente estuvo presente en los brazos de Pieter de Coninck en la Batalla de Cortrique el 11 de julio de 1302. Después de la adquisición de Flandes por los duques de Borgoña (duques de Borgoña), el león solo se usó en escudos. Fue solo tras la creación del Reino Unido de los Países Bajos cuando el escudo de armas volvió a formar parte del símbolo oficial de la nueva provincia Flandes Oriental.